# Trompetkraanvogel
De trompetkraanvogel (Grus americana) is een zeer zeldzame, met uitsterven bedreigde kraanvogelsoort. Het is de grootste vogelsoort van Noord-Amerika en de enige kraanvogel die alleen in Noord-Amerika voorkomt. De wetenschappelijke naam van de soort werd in 1758 als Ardea americana gepubliceerd door Carl Linnaeus.

## Kenmerken
De naam trompetkraanvogel verwijst naar het trompetachtige geluid dat ze produceren. Volwassen vogels zijn wit, met een rood voorhoofd en een lange, donkere, puntige snavel. De zwarte vleugelpunten zijn alleen tijdens de vlucht zichtbaar. Juvenielen zijn lichtbruin gekleurd. Het zijn grote vogels, tot 1,5 meter hoog, met een spanwijdte van 2,3 meter. Mannetjes wegen gemiddeld 7,5 kg, vrouwtjes 6,5 kg. Tijdens het vliegen hangen de lange poten achter het lichaam en wordt de nek gestrekt gehouden.

## Voortplanting
Ze broeden in de moerasachtige draslandgebieden op de prairie en overwinteren in Texas, langs de kust van de Golf van Mexico. Ze bouwen hun nest op de grond en leggen 1 tot 3 eieren, meestal in de periode van midden april tot midden mei. De eieren komen uit na 29 tot 35 dagen. De ouders blijven hun jongen 6 tot 8 maanden voeden, en verbreken de relatie met hun jongen na ongeveer 1 jaar.

## Leefwijze
Trompetkraanvogels zijn omnivoor en voeden zich met onder meer schelpdieren, weekdieren, vis, bessen, slangen en waterplanten.

## Bedreiging
De soort kwam ooit in heel Noord-Amerika voor, maar de populatie kromp snel door zware jacht. De veren waren populair als versiering van dameshoeden. Verder was er habitatverlies door ontginning van draslandgebieden voor landbouw. In 1938 telde de trompetkraanvogelpopulatie nog maar 14 individuen. Echter, tussen 1938 en 2007 nam de populatie weer toe met gemiddeld 4,6% per jaar.
In de Verenigde Staten is de trompetkraanvogel een symbool van de bedreigde diersoorten geworden. In 1967 werden wettelijke beschermingsmaatregelen ingesteld om de soort te redden. Deze wetgeving werd in 1973 verder uitgewerkt tot de Amerikaanse Endangered Species Act. In april 2007 waren er ongeveer 340 trompetkraanvogels in het wild en 145 in gevangenschap. De enige stabiele broedende populatie die is overgebleven is in Wood Buffalo National Park in de Canadese provincie Alberta. Deze populatie telde in 2004 216 vogels.
De eerste pogingen in de jaren 1960 om de trompetkraanvogel te herintroduceren waren weinig succesvol. In 1975 bijvoorbeeld werd een Amerikaans-Canadees fokprogramma op touw gezet waarbij eieren van trompetkraanvogels in de nesten van Canadese kraanvogels gelegd werden. Hoewel 85 jongen op deze manier werden grootgebracht en leerden migreren, plantten ze zich niet voort. Dit programma werd 1984 stilgelegd.
Bij Operation Migration, de nieuwste poging om de trompetkraanvogel te herintroduceren, wordt gebruikgemaakt van ultralicht motorluchtvaartuigen om de vogels te leren migreren van Wisconsin naar Florida. In februari 2007 stierven 18 individuen van deze populatie tijdens het orkaanseizoen in Florida, en in september 2007 telde deze populatie 52 individuen.
De grootte van de populatie werd in 2012 door BirdLife International geschat op 70 tot 400 individuen en de populatie-aantallen namen iets toe. Omdat deze kraanvogel sterk afhankelijk blijft van actief natuurbeheer zoals Operation Migration, blijft deze soort als bedreigd op de Rode Lijst van de IUCN.

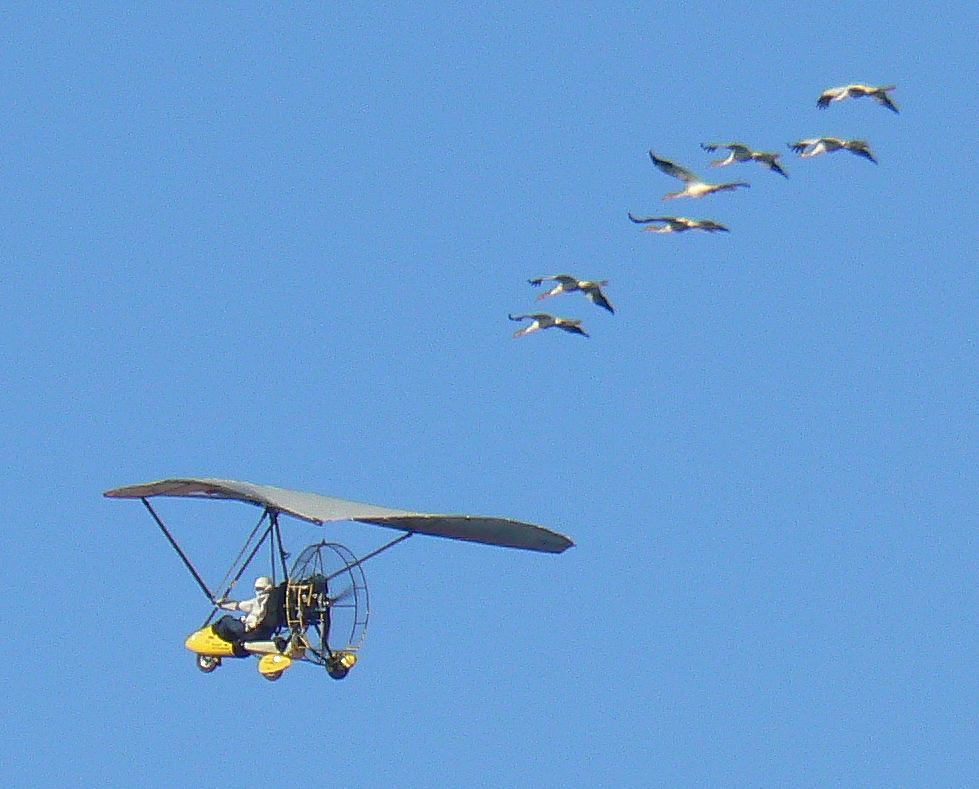
Jonge witte kraanvogels die in 2009 een ultralicht motorluchtvaartuig volgen op hun trek van Wisconsin naar Florida.